# Eduard Fenzl
Eduard Fenzl, né le 15 février 1808 à Krummnußbaum en Basse-Autriche, et mort le 29 septembre 1879 à Vienne, est un botaniste autrichien.

## Biographie
Fenzl commence à étudier la médecine à l'université de Vienne en 1825. Mais il s'intéresse déjà à la botanique et fait la connaissance d'August Neilreich, de Ludwig Redtenbacher et de Heinrich Wilhelm Schott.
Sa thèse de médecine en 1833 porte sur un sujet de botanique. Il est jusqu'en 1836 assistant de Joseph Franz von Jacquin. De 1840 à 1878, il a la charge du Hof-Naturalienkabinett, prédécesseur du muséum d'histoire naturelle de Vienne. De 1849 à 1878 il est professeur de botanique à l'université de Vienne, et, à partir de 1849, directeur du jardin botanique de cette université. Il devient membre de la Leopoldina en 1842. Dans ces fonctions, Fenzl est le successeur de Stephan Ladislaus Endlicher, qui lui a enseigné. Gregor Mendel compte parmi les auditeurs de Fenzl.
Fenzl est cofondateur d'une société de zoologie et de botanique et du club alpin de l'Autriche.

## Contributions

### Comme auteur
- Dissertatio inauguralis medico-botanica sistens extensionem et distributionem geographicam Alsinearum familiae naturalis per terras arcticas partemque zonae temperatae orbis antiqui (1833)
- Sertum Cabulicum. Enumeratio plantarum quas in itinere inter Dera-Ghazee-Khan et Cabul, mensibus majo et junio 1833 collegit Dr Martin Honigberger. Accedunt Novarum vel minus cognitarum stirpium icones et descriptiones Première partie (1836)
- Novarum stirpium decas I-X (1839)
- Pugillus plantarum novarum Syriae et Tauri occidentalis primus (1842)
- Illustrationes et descriptiones plantarum novarum Syriae et Tauri occidentalis (1843)
- Über die Stellung der Gattung Oxera im natürlichen Systeme (1843)
- Über die Blütezeit der Paulownia imperialis (1851)
- … Differential-Charaktere der Arten der Gattung Cyperus (1855)
- Bildliche Naturgeschichte des Pflanzenreiches in Umrissen nach seinen wichtigsten Ordnungen (1855)

### Comme directeur de publication
- Theodor Kotschy, Abbildungen und Beschreibungen neuer und seltener Thiere (1843)
- Franz Xaver von Wulfen, Flora Norica Phanerogama (1858)